# Catastrophes au pays du Père Noël
Catastrophes au pays du Père Noël est un album de bande dessinée pour la jeunesse.
- Scénario, dessins et couleurs : Frank Le Gall

## Publication

### Éditeurs
- Delcourt (Collection Jeunesse) : première édition  (ISBN 2-84055-106-3) (1996).